# Eressa erythrosoma
Eressa erythrosoma là một loài bướm đêm thuộc phân họ Arctiinae, họ Erebidae.